# Kago

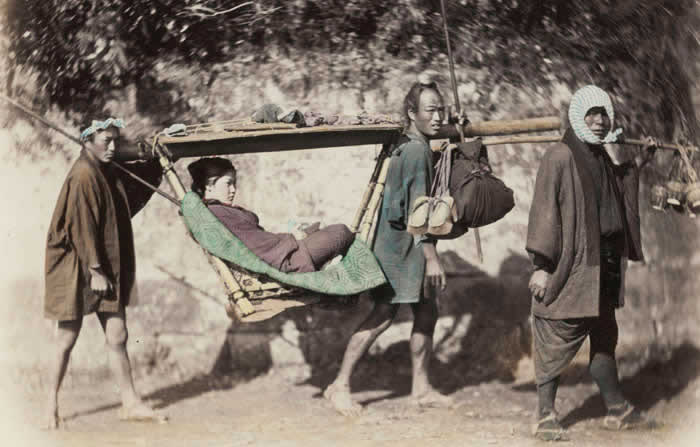
Un grupo de japoneses llevando a una mujer en un kago. (Por Felice Beato).

Un kago (駕籠) fue un tipo de litera usada generalmente como medio de transporte humano por las clases no-samuráis (campesinos, artesanos y comerciantes) durante el Japón feudal y el periodo Meiji. También era usada por personas de mayor estatus social que preferían pasar desapercibidos o tenían prisa.

## Descripción y uso
El kago estaba formado por una cesta de unos 90 cm sujetada por unas varas de bambú y por un techo para proteger al pasajero de la lluvia o el sol. El kago era llevado por un grupo de cuatro hombres que se turnaban para llevarlo sobre sus hombros. No se debe confundir al kago con su versión más elaborada, el norimono; este lo usaban los samuráis y los individuos ricos.
- Datos: Q936754
- Multimedia: Kago (Japanese litter) / Q936754